# بيتر بيلينغسلي
بيتر بيلينغسلي (بالإنجليزية: Peter Billingsley)‏ مواليد 16 أبريل 1971 في نيويورك، الولايات المتحدة، هو ممثل ومخرج ومنتج أمريكي بدأ مسيرته الفنية سنة 1973.

## الأعمال

### أفلام
- أبوة (1981)
- قزم (2003)
- زذورا مغامرات الفضاء (2005)
- الانفصال (2006) (بدور: أندرو)
- آيرون مان (2008)
- أربعة أعياد ميلاد (2008)
- خلوة أزواج (2009)
- قضية بشأنك (2013) (بدور: سكوت)
- مصطلح الحياة (2016)

### مسلسلات
- بيت صغير على المرج

## الجوائز
| السنة | الجهة               | الفئة                       | النتيجة | مرجع                          |
| ----- | ------------------- | --------------------------- | ------- | ----------------------------- |
| 1983  | جائزة الفنان الصغير | أفضل ممثل شاب رئيسي في فيلم | رُشِّح     | [ 3 ] [ 4 ] [ 5 ] [ 6 ] [ 7 ] |
| 1985  | جائزة الفنان الصغير | أفضل ممثل شاب رئيسي في فيلم | فوز     | [ 4 ] [ 3 ] [ 8 ] [ 6 ] [ 7 ] |

## روابط خارجية
- بيتر بيلينغسلي على موقع IMDb (الإنجليزية)
- بيتر بيلينغسلي على موقع روتن توميتوز (الإنجليزية)
- بيتر بيلينغسلي على موقع ألو سيني (الفرنسية)
- بيتر بيلينغسلي على موقع ميوزك برينز (الإنجليزية)
- بيتر بيلينغسلي على موقع أول موفي (الإنجليزية)
- بيتر بيلينغسلي على موقع قاعدة بيانات برودواي على الإنترنت (الإنجليزية)
- بيتر بيلينغسلي على موقع قاعدة بيانات الأفلام السويدية (السويدية)
- بيتر بيلينغسلي على موقع إن إن دي بي (الإنجليزية)
- بيتر بيلينغسلي على موقع قاعدة بيانات الفيلم (الإنجليزية)
- بيتر بيلينغسلي على موقع كينوبويسك (الروسية)